# Potter Island
Potter Island är en ö i Kanada.   Den ligger i territoriet Nunavut, i den östra delen av landet, 2 000 km norr om huvudstaden Ottawa.
Trakten runt Potter Island består i huvudsak av gräsmarker.